# Soesilarishius aurifrons
Soesilarishius aurifrons is een spinnensoort in de taxonomische indeling van de springspinnen (Salticidae).
Het dier behoort tot het geslacht Soesilarishius. De wetenschappelijke naam van de soort werd voor het eerst geldig gepubliceerd in 1878 door Władysław Taczanowski.

## Voorkomen
De soort komt voor in Peru.